# Xenoreoderus humilis
Xenoreoderus humilis är en skalbaggsart som beskrevs av Raffaello Gestro 1891. Xenoreoderus humilis ingår i släktet Xenoreoderus och familjen Cetoniidae. Inga underarter finns listade i Catalogue of Life.